# Arraial do Cabo (kommun)
Arraial do Cabo är en kommun i Brasilien.   Den ligger i delstaten Rio de Janeiro, i den sydöstra delen av landet, 1 000 km sydost om huvudstaden Brasília. Antalet invånare är 27 770. Arraial do Cabo ligger vid sjön Lagoa de Araruama.
Följande samhällen finns i Arraial do Cabo:
- Arraial do Cabo